# 菊川車站 (靜岡縣)
菊川車站（日语：／ Kikugawa eki */?）是由東海旅客鐵道（JR東海）所經營的鐵路車站，位於日本靜岡縣菊川市堀之內。本站是JR東海所屬的東海道本線沿線車站，也是所在地菊川市的主車站。站內設有綠窗口，車站南側緊鄰菊川市的中央位置，商店與住宅密集。
本站在1889年初設站時原名堀之內車站（堀ノ内駅）。1899年時城南馬車鐵道（之後的堀之內軌道）曾將路線延伸至本站，但在1935年廢線。1956年時，站名改成現今的菊川。

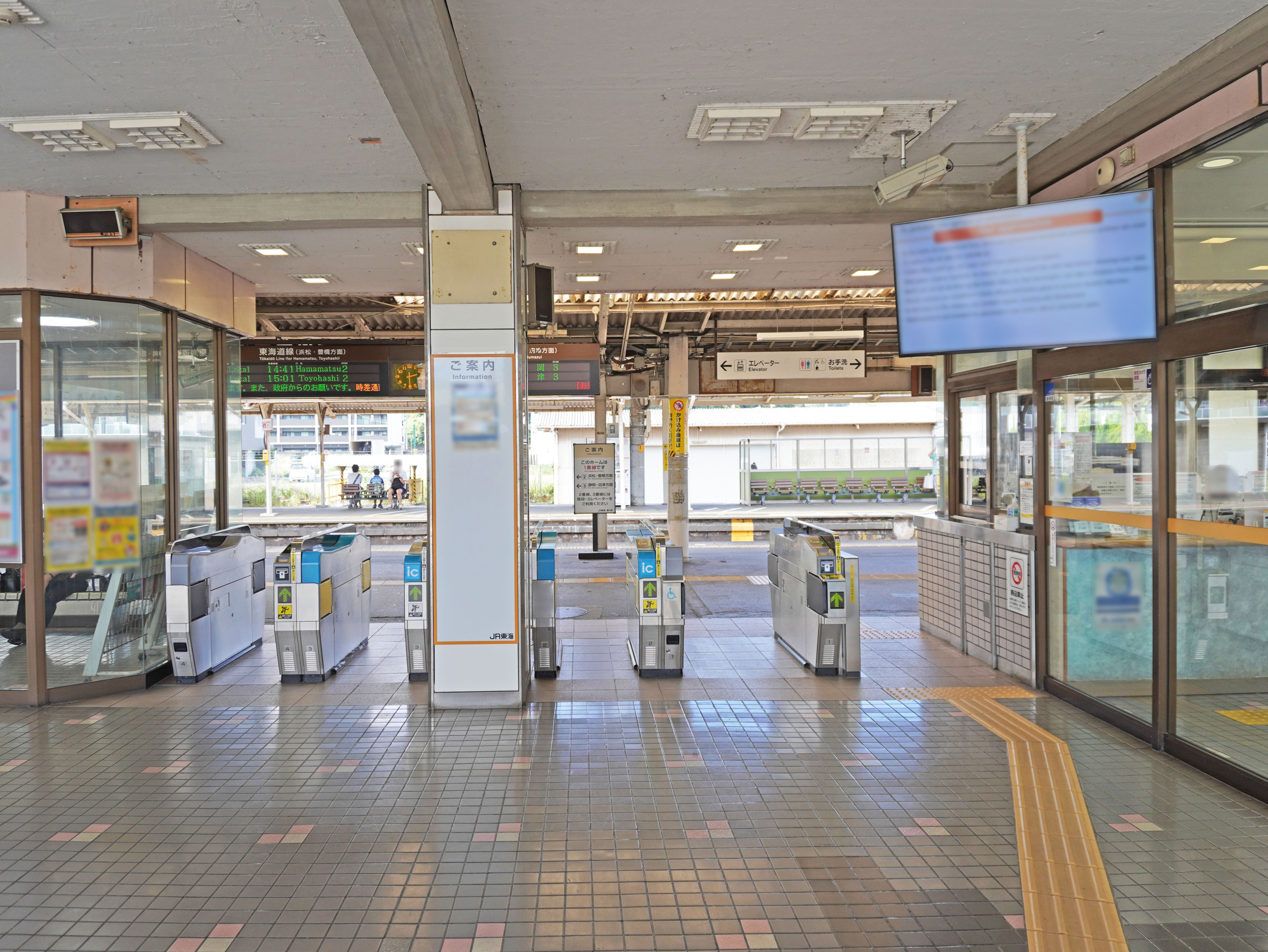
驗票口(2022年9月)

## 車站結構

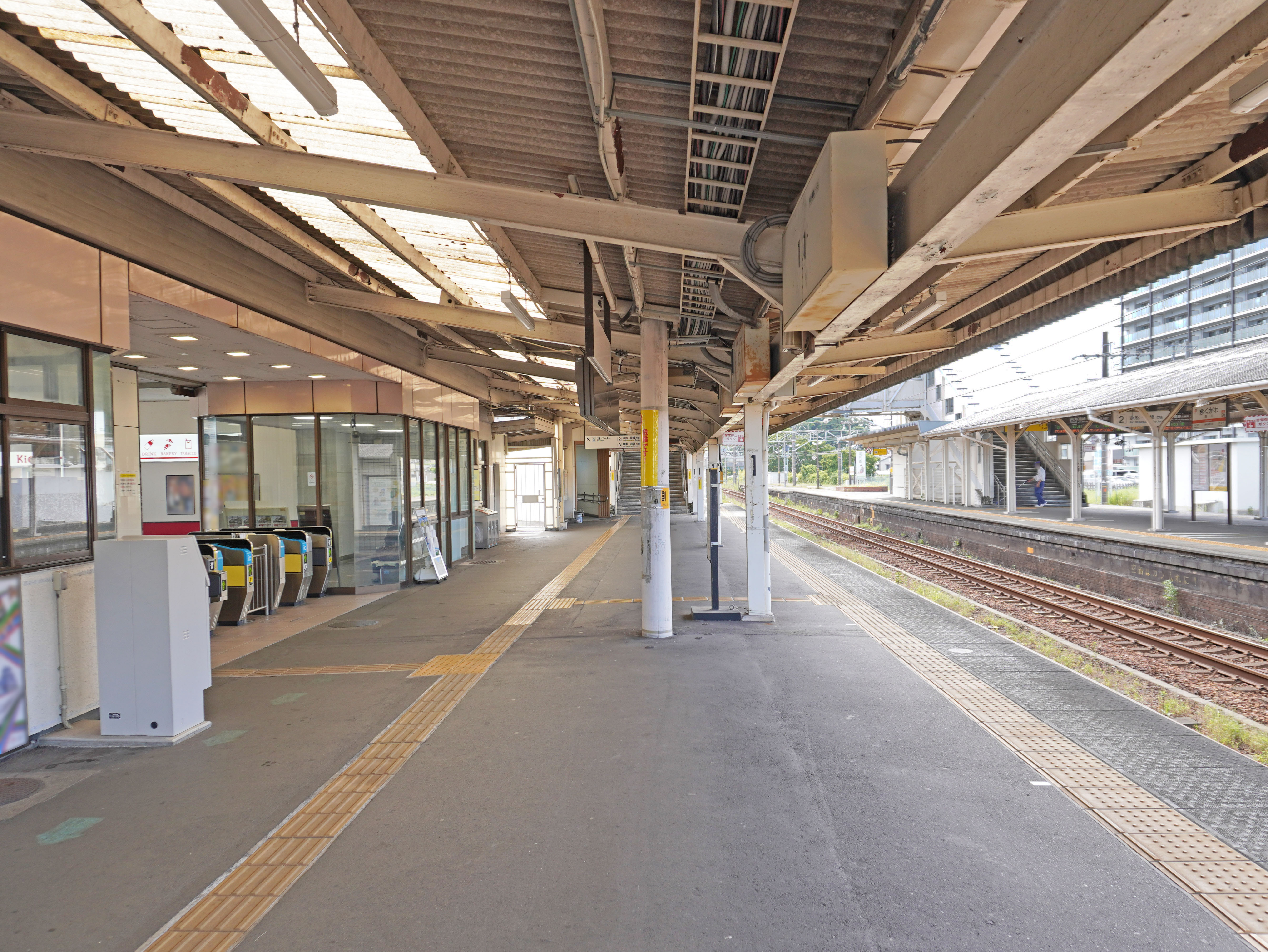
1號月台(2022年9月)

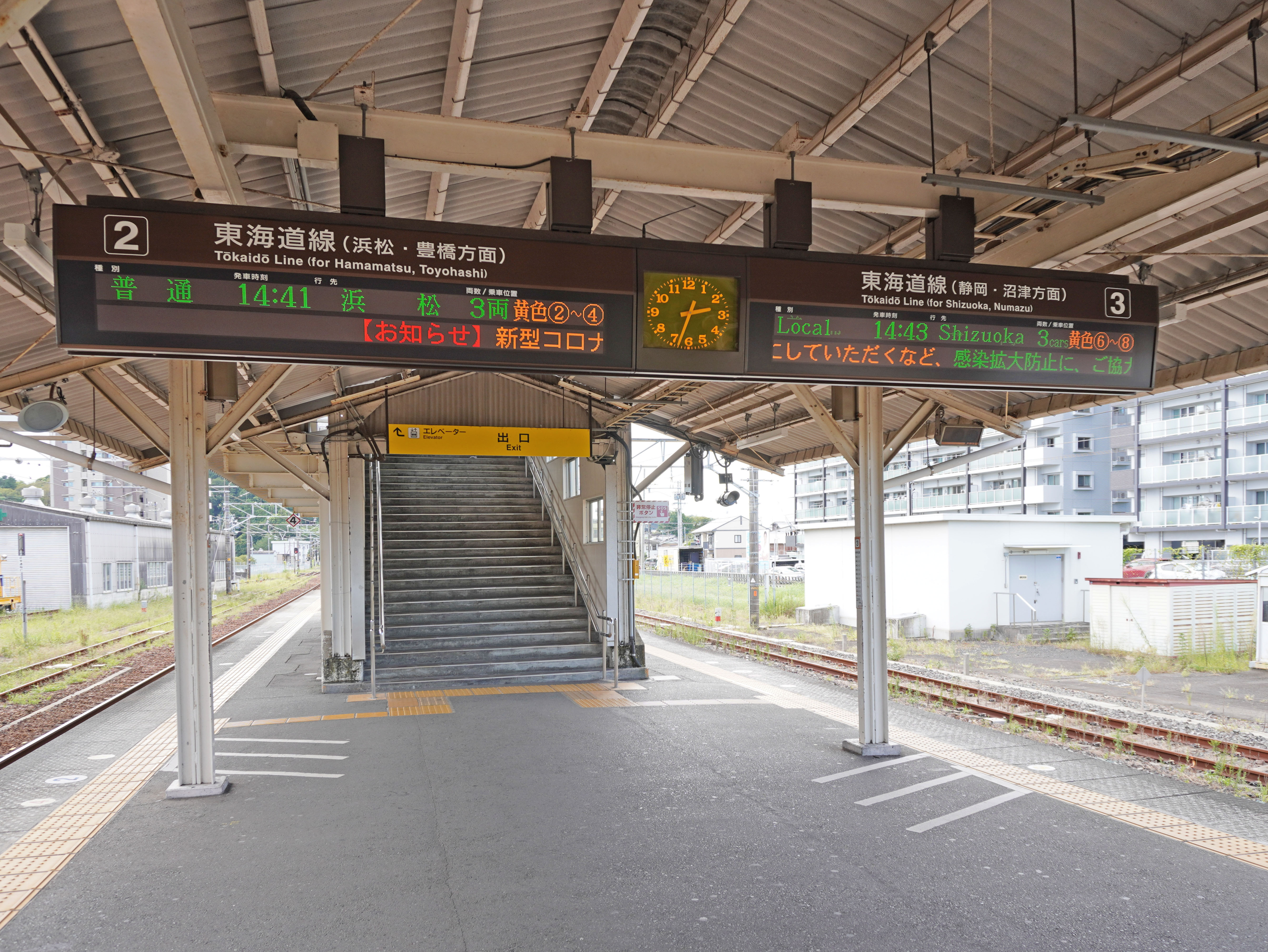
2號與3號月台(2022年9月)

本站為側式月台1面1線與島式月台1面2線，合計2面3線的地面車站。

### 月台配置
| 月台 | 路線       | 方向 | 目的地         | 備註           |
| ---- | ---------- | ---- | -------------- | -------------- |
| 1    | 東海道本線 | 下行 | 濱松、豐橋方向 | 只限此站始發   |
| 1    | 東海道本線 | 上行 | 靜岡、沼津方向 | 只限此站始發   |
| 2    | 東海道本線 | 下行 | 濱松、豐橋方向 | 濱松、豐橋方向 |
| 3    | 東海道本線 | 上行 | 靜岡、沼津方向 | 靜岡、沼津方向 |

## 使用情況
根據「靜岡縣統計年鑑」，近年1日平均上車人次如下表。
| 年度   | 1日平均 上車人次 |
| ------ | ---------------- |
| 1993年 | 6,220            |
| 1994年 | 6,060            |
| 1995年 | 6,121            |
| 1996年 | 6,096            |
| 1997年 | 5,710            |
| 1998年 | 5,432            |
| 1999年 | 5,310            |
| 2000年 | 5,101            |
| 2001年 | 4,987            |
| 2002年 | 4,896            |
| 2003年 | 5,040            |
| 2004年 | 4,978            |
| 2005年 | 4,682            |
| 2006年 | 4,544            |
| 2007年 | 4,529            |
| 2008年 | 4,534            |
| 2009年 | 4,326            |
| 2010年 | 4,254            |
| 2011年 | 4,284            |
| 2012年 | 4,365            |
| 2013年 | 4,399            |
| 2014年 | 4,218            |
| 2015年 | 4,275            |
| 2016年 | 4,225            |
| 2017年 | 4,216            |
| 2018年 | 4,156            |

## 相鄰車站
※「Home Liner靜岡」「Home Liner濱松」的相鄰停車站參見東海道線 (靜岡地區)。
東海旅客鐵道
 東海道本線
金谷（CA25）－菊川（CA26）－掛川（CA27）

### 來源
1. ↑   (PDF). 静岡県統計年鑑2014(平成26年).   [2016-06-14]. （原始内容存档 (PDF)于2019-07-02）.
2. 1 2  駅構内の案内表記。これらはJR東海公式サイトの各駅の時刻表 （页面存档备份，存于）で参照可能（駅掲示用時刻表のPDFが使われているため。2015年1月現在）。

## 外部連結
- 菊川 - 東海旅客鐵道

34°45′41.42″N 138°5′7.17″E / 34.7615056°N 138.0853250°E